# 819 v.Chr.
Het jaar 819 v.Chr. is een jaartal volgens de christelijke jaartelling.

## Gebeurtenissen

### Babylonië
- Koning Marduk-balassu-iqbi (819 - 813 v.Chr.) heerser over de vazalstaat Babylon.